# Parafia św. Jana Nepomucena w Bochni
Parafia pw. Świętego Jana Nepomucena w Bochni – parafia rzymskokatolicka w Bochni, należąca do diecezji tarnowskiej w dekanacie Bochnia Wschód.
Jest najmłodszą parafią w mieście. Mieści się na osiedlu św. Jana-Murowianka przy ul. ks. St. Wójtowicza 20. Zrzesza ok. 5000 wiernych.

## Historia
W 1982 parafia św. Mikołaja Biskupa w Bochni uzyskała od ówczesnych władz świeckich pozwolenie na budowę nowego kościoła. Duży wkład w rozpoczęcie budowy miał ówczesny proboszcz parafii ks. Stanisław Wójtowicz. Budowa ruszyła w 1984 roku. 12 października 1986 r. biskup tarnowski Jerzy Ablewicz dokonał poświęcenia kamienia węgielnego. 15 sierpnia 1987 została erygowana parafia św. Jana Nepomucena, a jej pierwszym proboszczem został ks. Józef Gajda. 19 września 1993 bp Józef Życiński poświęcił nowo wybudowaną świątynię.
Od 2002 r. proboszczem parafii jest ks. mgr Kazimierz Kapcia. Od 2023  proboszczem parafii jest ks. dr Daniel Bubula. 